# Septum (Mykologie)
Als Septum (Plural: Septa) oder Septe (Plural: Septen) bezeichnet man eine Scheidewand in den Hyphen, Basidien, Zystiden sowie Sporen und Konidien von Pilzen. Auch die Röhrenwände (Disseptimente) der Fruchtschicht (Hymenophor) von Poren- und Röhrenpilzen werden Septen genannt. Sie bilden einen Teil der Hyphenwand. In Sporen und Basidien werden longitudinale (in Längsrichtung) und transversale Septen (quer zur Längsachse) unterschieden. An den Septen von Hyphen können sich Schnallen befinden.
Septen entstehen nach der Kernteilung von der Hyphenwand ausgehend und breiten sich nach innen aus. Dabei bleibt in der Mitte ein Porus bestehen, durch den Cytoplasma und Organellen hindurchtreten können. Manche Pilze, so die Jochpilze und die Arbuskulären Mykorrhizapilze, bilden in ihren Hyphen keine Septen und werden deshalb als aseptat oder coenocytisch bezeichnet.

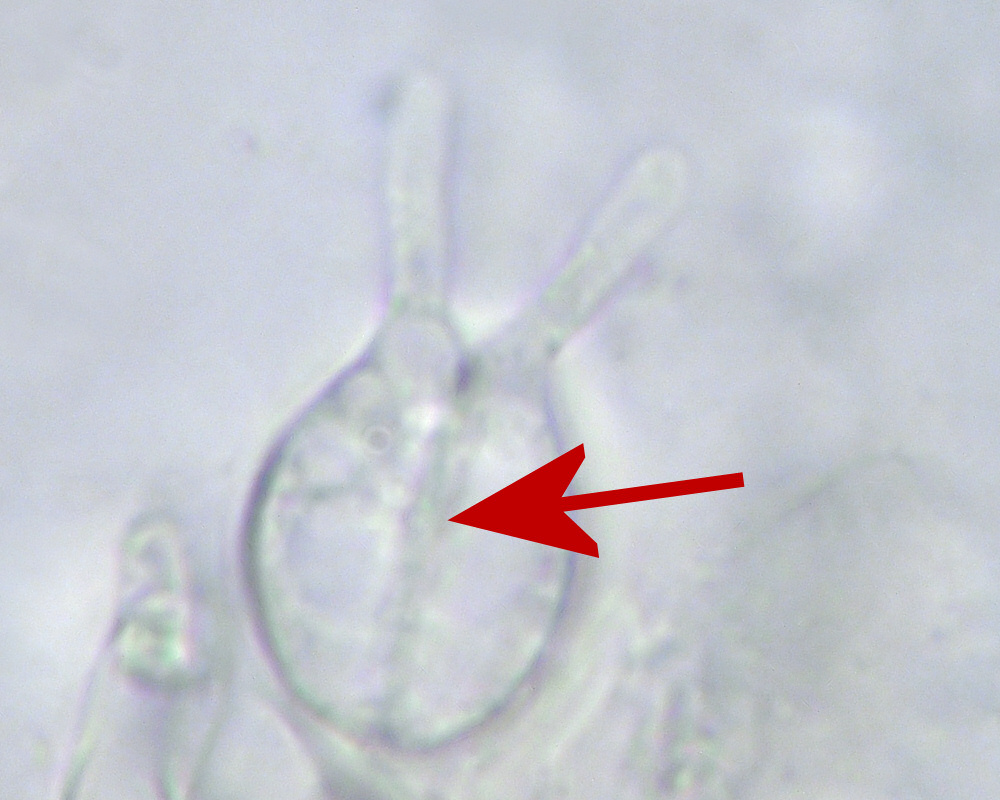
Phragmobasidie mit Längsseptum, Seitenansicht
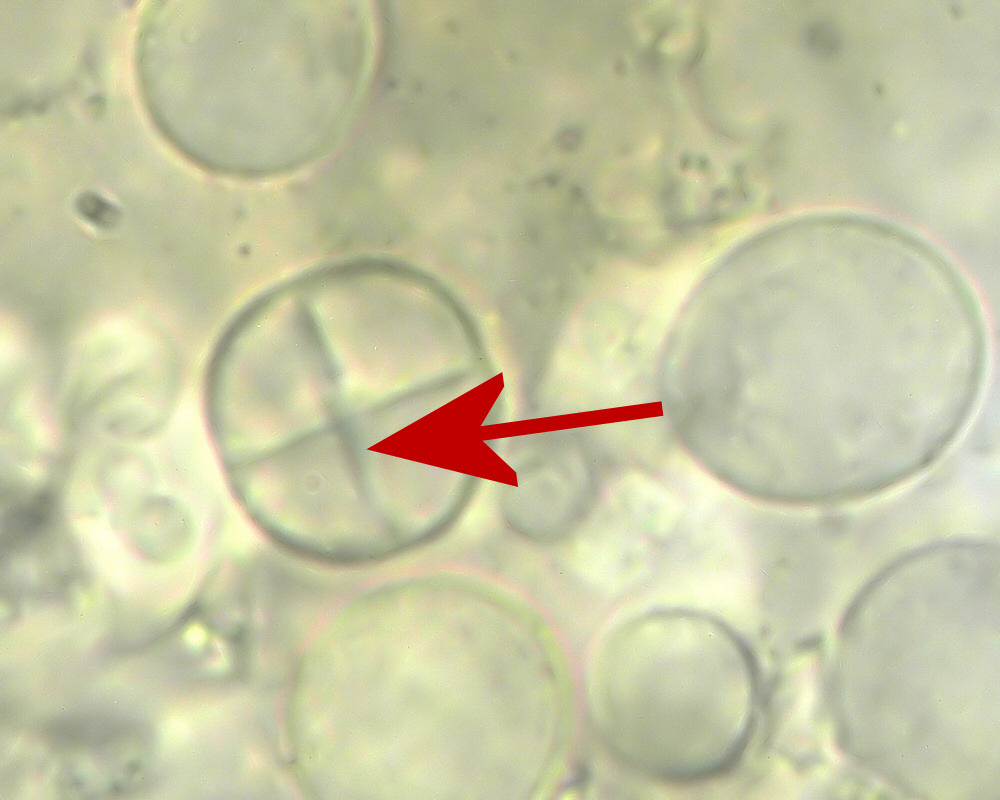
Phragmobasidie mit Längssepten, Draufsicht
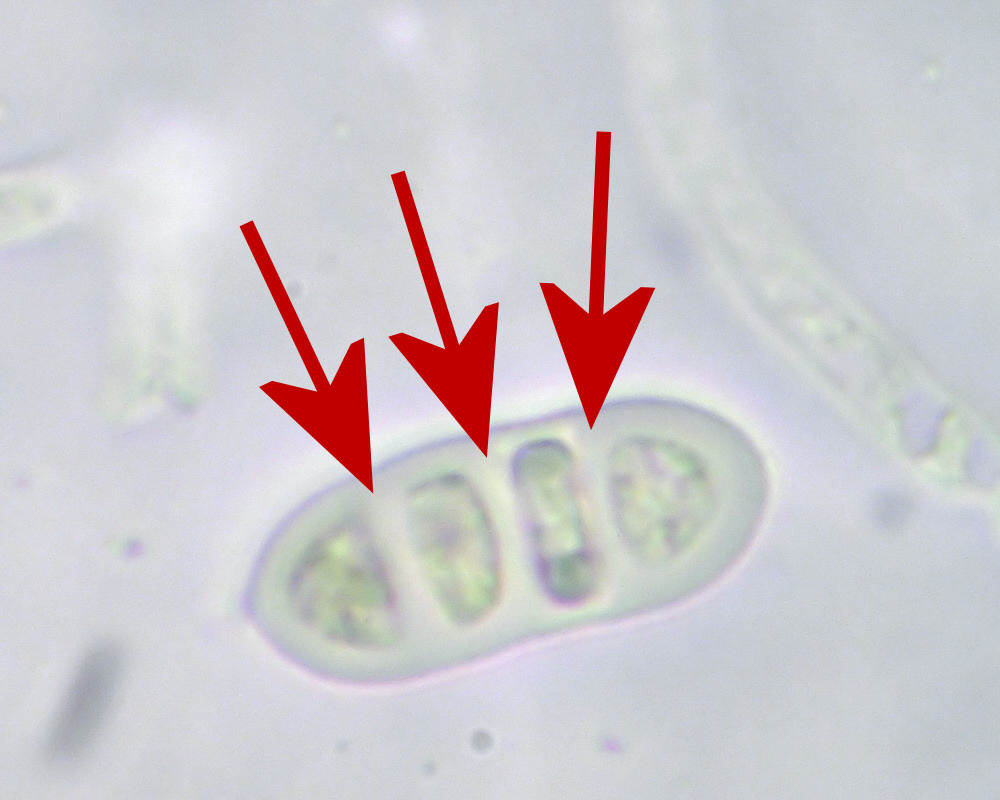
Zerfließende Gallertträne (Dacrymyces stillatus), Spore mit Septen
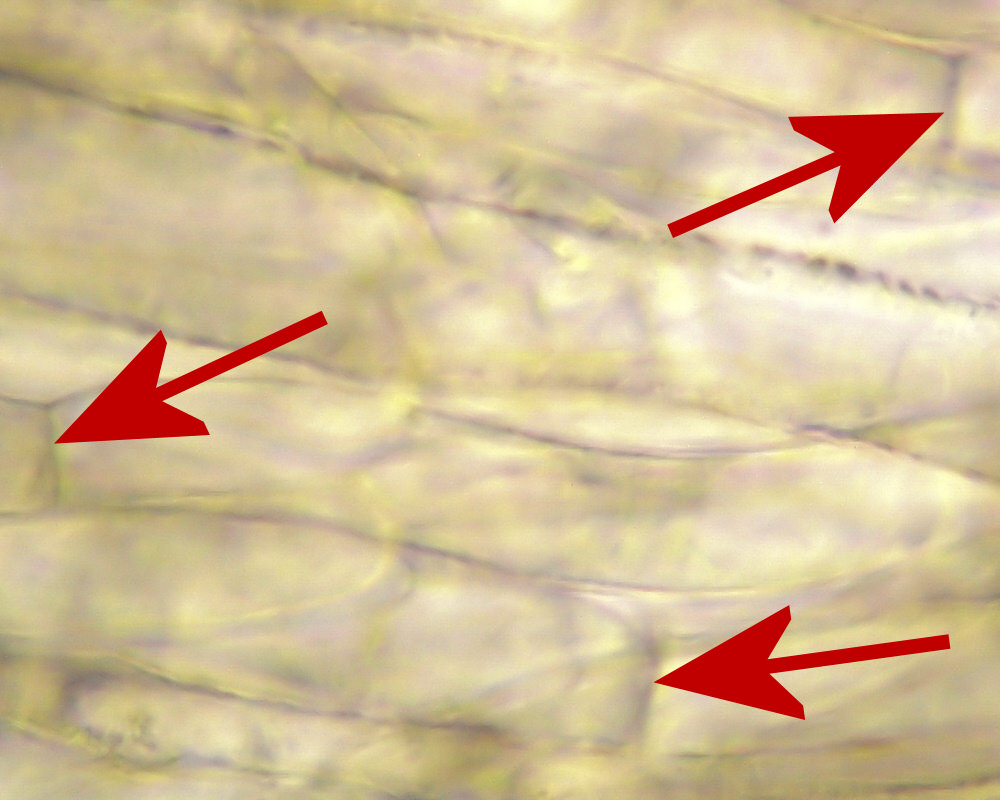
Hyphen mit Septen

## Primäre und sekundäre Septen
Septen, die nach einer Kernteilung zwischen den Tochterzellen entstehen, werden auch als primäre Septen bezeichnet. Sekundäre Septen entstehen, wenn alte, mehr oder weniger leere Bereiche von Hyphen, Basidien, Zystiden oder Sporen von lebenden, mit Plasma und Zellkern gefüllten Teilen abgrenzt werden. Sekundäre Septen sind dünn und oft gewölbt.

## Vergleich mit der Zellwand der Pflanzen
Die Septen der Pilze ähneln den Zellwänden von Pflanzen und (vielfach auch morphologisch ähnlichen) Algen, unterscheiden sich von diesen aber in wesentlichen Punkten. So wird die pflanzliche Zellwand nach der Kernteilung in umgekehrter Weise von innen nach außen fortschreitend abgelagert (vgl. Phragmoplast). Sie hat daher keinen Porus, sondern nur wesentlich engere Plasmodesmata, die nur einen begrenzten Austausch löslicher Substanzen ermöglichen. Während das Cytoplasma in Pilzhyphen auch dann, wenn diese septiert sind, innerhalb der Hyphe oder auch eines ausgedehnten Hyphen-Netzwerks ein Kontinuum darstellt und sich inklusive der Organellen im Rahmen der Plasmaströmung mehr oder weniger frei bewegen kann, bleiben Organellen und die Plasmaströmung bei Pflanzen auf je eine Zelle beschränkt.